# 座間市コミュニティバス

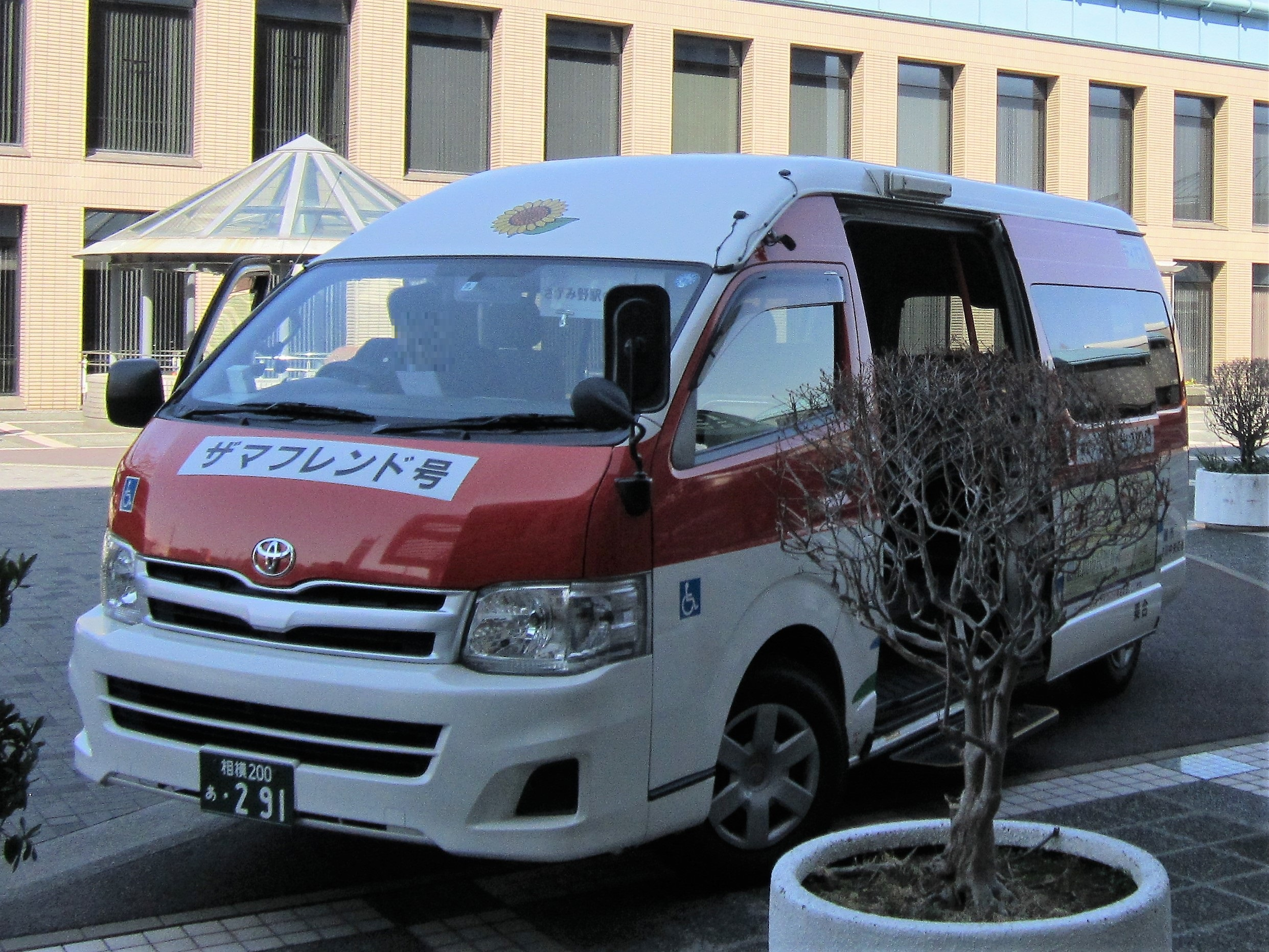
ザマフレンド号Aコースの車両
トヨタ・ハイエース

座間市コミュニティバス（ざましコミュニティバス）は、神奈川県座間市が運行するコミュニティバス。愛称は「ザマフレンド号」（ザマフレンドごう）。
2004年11月1日より運行開始。市役所へのアクセスを便利にするために試行運行が開始された。2012年3月1日より本格運行に移行した。愛称は試行運行中の公募により決定され、116件の応募があった中から市内在住の女性が考案したものが選ばれ、2008年に発表された。

## 概要
座間市内の地形は起伏に富み坂道が多く、コミュニティバスは市内を運行する一般路線バス（神奈川中央交通、相鉄バス）を補完する位置づけとされており、双方で市内の主要道路を網羅している。
2004年に開業した最初のコースでは、市内の貸切バス事業者である南東京自動車（本社：座間市相武台四丁目1番35号）が運行を受託していたが、2006年3月27日に開業した東原・ひばりが丘南コース、小松原・ひばりが丘コースでは、神奈川中央交通大和営業所が運行受託を開始した。その後は神奈川中央交通大和営業所（2017年より神奈川中央交通東・大和営業所）が全コースを運行してきたが、2021年4月1日より運行事業者が一部変更され、A・B・D・Eコースが神奈中タクシーに移管されたほか、2022年4月1日よりCコースも神奈中タクシーに移管され、神奈川中央交通東による運行は無くなった。
運賃は大人・小人同額で、1乗車150円均一。未就学児は無料。PASMO・Suicaなど交通系ICカードは利用できない。また釣り銭は出ない。専用回数券（11枚つづり1,500円）をコミュニティバス車内と神奈川中央交通相武台前駅前サービスセンターで販売している。年末年始（12月29日 - 1月3日）を除く毎日運行され、平日と土日祝日のダイヤは同じである。
運行開始以来100円均一運賃であったが、2017年2月1日の路線再編に合わせ、150円均一に改定された。また同日より「座間市コミュニティバス等交通体系のあり方検討会」の提言に基づき、増便や延伸、新型ノンステップバス車両の導入など、利便性向上が図られた。

## 現行路線

### Aコース（さがみ野コース）
- 座間市役所 - 立野台公園前 - 立野台コミュニティセンター入口 -  かしわ台駅入口 - 東原コミュニティセンター - さがみ野駅
1日9往復運転。

#### 路線沿革
- 2004年11月1日 - 運行開始。
- 2017年2月1日 - 東原コミュニティセンターで折り返していた経路を、さがみ野駅まで延伸[1]。
- 2019年10月1日 - 1日8往復から9往復に変更。
- 2021年4月1日 - 運行会社を神奈川中央交通東から神奈中タクシー大和営業所に変更[6]。
- 2021年7月1日 - 担当営業所を神奈中タクシー大和営業所から神奈中タクシー座間営業所に変更。

### Bコース（小松原・病院経由コース）
- 座間市役所 - 下小池 - 相武台前駅南口 - 相模野小南 - イオンモール座間 - （小松原コミュニティセンター→相模が丘→相模台病院→相武台病院→県道カーサ相模台入口→） - イオンモール座間 - （前記逆順） - 座間市役所
1日8本運転。第1便はイオンモール座間始発、最終便はイオンモール座間止まり。小松原・相模が丘循環区間は左回り。小田急相模原駅への最寄りバス停は相模台となる。

#### 路線沿革
- 2007年11月 - 運行開始。
- 2012年3月1日 - 日産（現・イオンモール座間）経由に経路変更[8]。
- 2017年2月1日 - 小松原・相模が丘循環コースから「小松原・相模が丘循環右回りコース」に名称変更[1]、県道カーサ相模台入口・相模台経由に経路変更。
- 2019年10月1日 - 小松原・相模が丘循環右回りコースから再度名称変更、小松原・相模が丘地区の運行が左回りになる。市役所東～相武台前駅南口間がCコースと同一経路になり、新たに相模台病院、相模が丘六丁目、相武台病院経由に経路変更。
- 2021年4月1日 - 運行会社を神奈川中央交通東から神奈中タクシーに変更[6]。
- 2021年7月1日 - 担当営業所を神奈中タクシー大和営業所から神奈中タクシー座間営業所に変更。

### Cコース（相模が丘コース）
- 座間市役所 - 下小池 - 相武台前駅南口 - 相模野小南 - イオンモール座間 - （県道カーサ相模台入口→相模が丘→） - イオンモール座間 - （前記逆順） - 座間市役所
1日10本運転。第1便はイオンモール座間始発。小松原・相模が丘循環区間は右回り。小田急相模原駅への最寄りバス停は相模台となる。

#### 路線沿革
- 2009年11月 - 運行開始。
- 2012年3月1日 - 下小池及び日産（現・イオンモール座間）経由に経路変更[8]。
- 2017年2月1日 - 小田急相模原方面循環コースから「小松原・相模が丘循環左回りコース」に名称変更[1]、小松原経由に経路変更。日野・ポンチョでの運行開始[1][9]。
- 2019年10月1日 - 小松原・相模が丘循環左回りコースから再度名称変更、1日9本から10本に変更。小松原・相模が丘地区の運行が右回りになり、小松原コミュニティセンター、小松原保育園前、小松原が非経由に経路変更。
- 2022年4月1日 - 運行会社を神奈川中央交通東から神奈中タクシー座間営業所に変更。

### Dコース（東原・ひばりが丘南コース）
- 座間市役所 - 東原西 - 芹沢公園 - 東中前 - 児童館前
1日6往復運転。

#### 路線沿革
- 2006年3月27日 - 運行開始。
- 2017年2月1日 - 経路を一部変更、ひばりが丘コミュニティセンター、芹沢公園（春の全面開園後に乗り入れ）経由となる[1]。1日4往復から7往復に変更。
- 2019年10月1日 - 1日7往復から6往復に変更。
- 2021年4月1日 - 運行会社を神奈川中央交通東から神奈中タクシーに変更[6]。
- 2021年7月1日 - 担当営業所を神奈中タクシー大和営業所から神奈中タクシー座間営業所に変更。

### Eコース（西部方面循環コース）
- 2012年3月より「西部地区循環コース」から名称を変更した。
- （右回りコース）座間市役所→座間駅入口→座間警察署裏→座間警察署北→公民館前→座間二丁目→入谷駅西口→座間四ツ谷→新田宿中央→座間総合病院→座間市役所
- （左回りコース）座間市役所→座間総合病院→新田宿中央→座間四ツ谷→入谷駅西口→座間二丁目→公民館前→座間警察署北→座間警察署裏→座間駅入口→座間市役所
JR相模線以東で運行される。右回りコース1日5本、左回りコース1日4本運転。

#### 路線沿革
- 2009年11月 - 運行開始。
- 2012年3月 - 本格運行開始。入谷駅西口・富士山公園・座間四ツ谷方面の大循環を廃止し、入谷駅東口経由に経路変更[8]。
- 2017年2月 - 入谷循環コースから西部方面循環右コース・西部方面循環左コースへ名称変更[1]。経路変更して入谷駅西口・座間四ツ谷方面へ延伸、キャンプ座間返還地内に開業した座間総合病院も経由する大循環となる[1]。
- 2019年10月1日 - 右回りコースが1日7本から1日5本に、左回りコースが1日7本から1日4本に変更。
- 2021年4月1日 - 運行会社を神奈川中央交通東から神奈中タクシーに変更[6]。
- 2021年7月1日 - 担当営業所を神奈中タクシー大和営業所から神奈中タクシー座間営業所に変更。

## 過去の路線

### 相模が丘コース
- 座間市役所 - 相武台前駅南口 - 北地区文化センター

#### 路線沿革
- 2004年11月 - 運行開始。
- 2007年11月 - 小松原・相模が丘循環コースへ変更。

### 小松原・ひばりが丘コース
- 座間市役所 - 小松原西 - 小松原 - 老人憩いの家前

#### 路線沿革
- 2006年3月27日 - 運行開始。
- 2007年11月 - 小松原・相模が丘循環コースへ変更。

### 座間・新田宿・四ツ谷コース
- 座間市役所 - 中河原公民館前 - 入谷駅西口 - ちぐさ保育園前

#### 路線沿革
- 2007年1月22日 - 運行開始。
- 2009年11月 - 西部地区循環コースへ変更。

### 入谷コース
- 座間市役所 - 座間駅入口 - 公民館前

#### 路線沿革
- 2007年1月22日 - 運行開始。
- 2009年11月 - 西部地区循環コースへ変更。

## 車両
専用車両には市の花ヒマワリと、ヒマワリを擬人化した座間市のキャラクター「ざまりん」がラッピングされている。
- A・B・D・Eコース：トヨタ・ハイエースコミューター
  - 10人乗り、車椅子対応、立席乗車不可
- Cコース：日野・ポンチョ（ショートボディ）
  - 28人乗り・車椅子対応・立席乗車可（SDG-HX9JHBE）

ハイエース4台（のち5台）で運行していたが、積み残しが発生したため、2017年2月1日より輸送力増強を目的にポンチョを導入した。また同時にハイエースの新車も導入されている。